# Achtenswaardige Matres
De Achtenswaardige Matres of Achtenswaarde Matres (Engels: Honored Matres) zijn een fictieve matriarchale organisatie in het universum van het boek Duin van Frank Herbert. De Achtenswaardige Matres worden beschreven als een agressieve sekte die geobsedeerd is door macht, geweld en seksuele dominantie.
Deze groep wordt geïntroduceerd in Ketters van Duin, het vijfde deel van de Duin-serie, en de Achtenswaardige Matres spelen een hoofdrol tot en met het slot van Duin Kapittel, het zesde en laatste deel van de originele reeks. Ook komen ze voor in het zevende en achtste deel van de serie, die geschreven werden door Frank Herberts zoon Brian en de sciencefictionschrijver Kevin J. Anderson.

## Ontstaan
Bij de Verstrooiing die volgde op de eeuwenlange regeerperiode van de tiran Leto II, verspreidde de mens zich vanuit het bewoonde deel van het keizerrijk over het universum. Daarmee gaven zij vorm aan de Gouden Weg, een ontwikkelingspad dat Leto II voor de mensheid had voorzien en in gang gezet. Verschillende groepen en organisaties groeiden en ontwikkelden zich in dit buitengebied, waar Herbert slechts mondjesmaat informatie over geeft. Mogelijk ontstonden de Achtenswaardige Matres uit geëmigreerde Vissprekers, het vrouwenleger van Leto II, en vrouwen van de Bene Gesserit, ook een matriarchale orde.
In de Verstrooiing bouwden de Achtenswaardige Matres een imperium op, maar stuitten daarbij op een oude en machtige vijand, die ze op de vlucht deed slaan, terug naar het oude keizerrijk. Na hun terugkeer uit de Verstrooiing veroveren ze planeet na planeet met bruut geweld en ze vormen een ernstige dreiging voor onder meer de Bene Gesserit.

## Kenmerken
De Achtenswaardige Matres regeren op basis van een vorm van seksuele verslaving bij mannelijke onderdanen, bruut geweld en de terreur die het gevolg is van hun wreedheden. Ze kennen geen genade en ontsteken makkelijk in een grote woede die onmiddellijk leidt tot uiterst gewelddadig gedrag. Ze beschikken over gewelddadige reflexen die onafhankelijk van het centraal zenuwstelsel kunnen optreden.
De Achtenswaardige Matres hebben niet de volledige beheersing van hun eigen biochemie waarover de Eerwaarde Moeders van de Bene Gesserit beschikken. Ze gebruiken niet de geestverruimende en levensverlengende specie (of melange) van het Duin-universum en hebben daarom ook niet de beschikking over Andere Herinneringen, een soort genetisch geheugen, die de Eerwaarde Moeders gebruiken.

## Murbella
In het zesde deel wordt de Achtenswaardige Matre Murbella door de Bene Gesserit gevangengenomen. Ze krijgt er een opleiding, wordt tot Eerwaarde Moeder gewijd en stijgt binnen de organisatie. Tegen het eind van het boek verenigt zij beide ordes onder haar leiderschap, om samen oude en nieuwe uitdagingen het hoofd te kunnen bieden.